# Solo (Lied)
Solo ist ein Lied der polnischen Sängerin Blanka. Mit dem Titel vertrat sie Polen beim Eurovision Song Contest 2023 in Liverpool.

## Hintergrund
Der Song wurde von Blanka Stajkow, Maciej Puchalski, Mikołaj Trybulec, Bartłomiej Rzeczycki, Marcin Górecki, Maria Broberg und Julia Sundberg geschrieben. Es handelt sich um einen Midtempo-Dance-Pop-Song mit einigen Reggae-Einflüssen, der mit einem ruhigen Intro beginnt, bevor der tanzbare Rhythmus einsetzt, der im Verlauf des Songs teils unterbrochen wird. Im Lied geht es um eine Trennung, die die Protagonistin verarbeitet, von der sie sich aber nicht klein kriegen lässt („I’m better solo, I never let me down“).
Der Song wurde am 23. September 2022 veröffentlicht. Bei der nationalen Vorentscheidung Tu bije serce Europy! Wybieramy hit na Eurowizję 2023 wurde er am 26. Februar 2023 als siegreicher Beitrag ermittelt. Blanka führte den Song mit Palmenblättern im Backdrop und vier Tänzerinnen auf. Im Nachhinein kam es zu Manipulationsvorwürfen, der Titel habe bereits vorher als Siegertitel festgestanden. Das Publikum hatte den Sänger Jann mit Gladiator favorisiert.

## Rezeption
Das Lied war in Polen erfolgreich und erreichte Platz vier der Airplay-Charts, Platz eins der Streaming-Charts sowie Platz 87 der Jahrescharts 2022. Dazu kam es auf über 14 Millionen Aufrufe bei YouTube (Stand: 22. März 2023).
| ChartsChartplatzierungen     | Höchstplatzierung | Wochen |
| ---------------------------- | ----------------- | ------ |
| Polen (Airplay)              | 4 (12 Wo.)        | 12     |
| Polen (Streaming)            | 1 (33 Wo.)        | 33     |
| Vereinigtes Königreich (OCC) | 56 (1 Wo.)        | 1      |

## Beim Eurovision Song Contest
Polen nahm mit dem Titel am 67. Eurovision Song Contest teil, der vom 9. bis 13. Mai 2023 stattfand. Solo wurde dem zweiten Halbfinale zugelost und startete an neunter Stelle von 16 Teilnehmern. Der Song konnte sich dort mit 124 Punkten auf dem 3. Platz für das Finale qualifizieren, wo er schließlich den 19. Platz mit 93 Punkten belegte.